# Italiens ambassad i Stockholm
Italiens ambassad i Stockholm (även Italienska ambassaden) är Republiken Italiens beskickning i Sverige. Ambassadör sedan 2024 är Michele Pala. Ambassaden upprättades 1861. Diplomatkoden på beskickningens bilar är CB.

## Fastighet
Ambassaden såväl som residenset är sedan 1926 belägna i Villa Oakhill på Djurgården i Stockholm. Tomten till Oakhill hade 1820 upplåtits till arkitekten Fredrik Blom, där han uppförde ett av sina monteringsfärdiga hus som finns fortfarande kvar. Huset byggdes senare om till sommarbostad för det brittiska sändebudet, amiralen Sir Thomas Baker. Han kallade sitt sommarhus på den ekbevuxna kullen för Oakhill. År 1907 förvärvade Prins Wilhelm området och de flesta husen revs. Han gav arkitekten Ferdinand Boberg i uppdrag att rita ett stort palats som innehöll 40 rum.
Den 25 december 1947 höggs den italienska ambassadören Alberto Bellardi Ricci ihjäl med en saxskänkel på ambassaden av italienaren Giuseppe Capocci.

## Beskickningschefer
| Namn                                               | Period    | Funktion   | Anmärkning |
| -------------------------------------------------- | --------- | ---------- | ---------- |
| Victor Sallier de La Tour                          | 1872–???? | Envoyé     |            |
| Federico Costanzo Spinola                          | 1880–1886 | Envoyé     |            |
| ?                                                  | ????–???? | Envoyé     |            |
| Alberto de Foresta                                 | 1904–???? | Envoyé     |            |
| Francesco Tommasini                                | 1914–???? | Envoyé     |            |
| Giuseppe Colli di Felizzano                        | 1920–1921 | Envoyé     |            |
| ?                                                  | ????–???? | Envoyé     |            |
| Don Ascanio Colonna                                | 1926–???? | Envoyé     |            |
| Antonio Meli Lupi di Soragna                       | 1935–???? | Envoyé     |            |
| Francesco Fransoni                                 | 1939–???? | Envoyé     |            |
| Guiseppe Renzetti                                  | 1941–1944 | Envoyé     |            |
| Giovanni Battista Guarnaschelli                    | 1944–???? | Envoyé     |            |
| Alberto Bellardi Ricci                             | 1945–1947 | Envoyé     |            |
| Bartolomeo Migone                                  | 1948–???? | Envoyé     |            |
| Gioacchino Scaduto Mendola di Fontana degli Angeli | 1954–???? | Ambassadör |            |
| Benedetto Capomazza                                | 1958–1968 | Ambassadör |            |
| Enrico Guastone Belcredi                           | 1969–1970 | Ambassadör |            |
| Luigi Valdettaro della Rocchetta                   | 1970–1973 | Ambassadör |            |
| Fernando Natale                                    | 1974–???? | Ambassadör |            |
| Mario Prunas                                       | 1978–1983 | Ambassadör |            |
| Stefano Rastrelli                                  | 1984      | Ambassadör |            |
| Antonio Ciarrapico                                 | 1984–???? | Ambassadör |            |
| ?                                                  | ????–???? | Ambassadör |            |
| Francesco Caruso                                   | 2005–2007 | Ambassadör |            |
| Anna Della Croce Brigante Colonna                  | 2007–2010 | Ambassadör |            |
| Angelo Persiani                                    | 2010–2013 | Ambassadör |            |
| Elena Basile                                       | 2013–2017 | Ambassadör |            |
| Mario Cospito                                      | 2017–2021 | Ambassadör |            |
| Vinicio Mati                                       | 2021–2024 | Ambassadör |            |
| Michele Pala                                       | 2024-idag | Ambassadör |            |